# Нацуяки, Мияби
Мияби Нацуяки (яп. 夏焼 雅 Нацуяки Мияби, род. 25 августа 1992 года, префектура Тиба, Япония) — японский идол, J-pop-певица.
Её карьера началась в 2002 году, когда она прошла прослушивание для проекта Hello! Project Kids в составе Hello! Project. С тех пор она входила в состав четырёх групп: Aa!, Sexy Otonajan, Berryz Kobo и Buono!.

## Биография

### 2002
В 2002 году Мияби Нацуяки приняла участие в масштабном прослушивании для Hello! Project Kids, собравшем 27958 кандидаток. Мияби оказалась в числе 15 победителей.
В том же году она сыграла в фильме «Koinu Dan no Monogatari», однако ввиду её возраста роль была небольшой. В этом фильме участвовали многие девушки из Hello! Project Kids и Morning Musume.

### 2003
В 2003 году была образована группа Aa!, в которую выбрали Мияби и ещё одну девочку из Hello! Project Kids Айри Судзуки, а лидером группы стала Рэйна Танака из Morning Musume. Группа выпустила всего один сингл, «FIRST KISS», который появился на свет 23 октября 2003 года. Несмотря на отсутствие новых песен, Aa! с тех пор периодически выступает на сборных концертах.

### 2004
14 анваря 2004 года была анонсирована новая группа Berryz Kobo, в которую Мияби Нацуяки вошла вместе с семью другими участницами Hello! Project Kids, а в начале марта уже вышел их первый сингл, «Anata Nashi de wa Ikite Yukenai», и состоялось их первое концертное выступление.

### 2005
В 2005 году Мияби стала участницей ю́нита Sexy Otonajan, в котором, как и в Aa!, было три девушки: Мики Фудзимото из Morning Musume, Мэгуми Мураками из °C-ute и Мияби. Они выпустили только одну песню, «Onna, Kanashii, Otona».

### 2007
31 марта 2007 года вышла первая сольная фотокнига Мияби, озаглавленная «MIYABI~Natsuyaki Miyabi».
В июле 2007 года Мияби Нацуяки, её подруга по группе Berryz Kobo Момоко Цугунага и Айри Судзуки из °C-ute составили новую группу Buono!. О создании группы было объявлено 21 июля. Первый сингл группы вышел 31 октября.

## Дискография
Список релизов группы Berryz Kobo см. в дискографии Berryz Kobo.

### DVD
| № | Название       | Дата выхода | Место                    | Примечания     |
| № | Название       | Дата выхода | Oricon Weekly DVD Chart> | Примечания     |
| - | -------------- | ----------- | ------------------------ | -------------- |
| 1 | NATURAL & COOL |             |                          | серия e-Hello! |

## Фильмография
| Год  |   | Название | Роль                     |
| ---- | - | --- | ------------------------ |
| 2002 | ф | Koinu Dan no Monogatari (яп. 仔犬ダンの物語, История щенка Дана) (декабрь 2002)                                                      | Имя персонажа не указано |
| 2004 | ф | Promise Land ~Clovers no Daibouken~ (яп. Promise Land ～クローバーズの大冒険～, Земля обетованная: Приключения Кловерса) (июль 2004) | Имя персонажа не указано |
| 2003 | с | Little Hospital (яп. リトル・ホスピタル) (январь 2003, TV Tokyo)                                                                     | Имя персонажа не указано |
| 2011 | ф | Gomennasai (яп. ゴメンナサイ) (29 октября 2011)                                                                                      | Имя персонажа не указано |
| 2011 | ф | Ousama Game (яп. 王様ゲーム) (2011)                                                                                                  | Имя персонажа не указано |

### Фотокниги
- MIYABI~Natsuyaki Miyabi (яп. MIYABI～夏焼雅)[7] (31 марта 2007)